# Hibbertia pilosa
Hibbertia pilosa är en tvåhjärtbladig växtart som beskrevs av Ernst Gottlieb von Steudel. Hibbertia pilosa ingår i släktet Hibbertia och familjen Dilleniaceae. Inga underarter finns listade i Catalogue of Life.